# Wirtualne biuro
Wirtualne biuro (ang. virtual office), inaczej e-biuro (ang. e-office) – usługa polegająca na pełnym outsourcingu obsługi biurowej bez konieczności fizycznej obecności przedsiębiorstwa w danym miejscu.

## Opis
Wirtualne biuro umożliwia użytkownikom redukcję kosztów związanych z wynajmem lokalu i zatrudnieniem pracowników biurowych. Wirtualne biura zapewniają rejestrację przedsiębiorstwa pod swoim adresem, dzięki czemu osoby prowadzące działalność w domu lub też mobilni specjaliści mogą korzystać z prestiżu prowadzenia przedsiębiorstwa pod adresem jednego z centrów biznesowych.
Wirtualne biura poza wynajmem adresu zapewniają również:
- indywidualne numery telefoniczne
- odbiór telefonów i faksów
- odbiór i przesyłanie korespondencji
- odbiór i obsługę skrzynki mailowej
- obsługę prawną i księgową
- przechowywanie dokumentów
- rejestrację podmiotów gospodarczych w KRS, US, ZUS, GUS
- wsparcie księgowe, prawne, informatyczne
- założenie rachunku firmowego
- skrytkę pocztową
- wynajem sal na spotkania biznesowe
- tworzenie biznesplanów
- wsparcie doradcze w różnych dziedzinach
- wyrabianie pieczątek, wizytówek i innych elementów systemu identyfikacji wizualnej
- wynajem biurek dla freelancerów lub na coworking[1]

Wirtualne biuro to rozwiązanie dla ludzi pragnących rozpocząć działalność przy minimalnych kosztach lub obniżyć koszty istniejącej. W Polsce od dnia 1 lipca 2021 r. prowadzenie działalności gospodarczej, w zakresie świadczenia usług wirtualnego biura wymaga uzyskania wpisu w rejestrze przedsiębiorców świadczących usługi na rzecz spółek i trustów prowadzoną przez właściwego Dyrektora Izby Skarbowej.
Wynajem wirtualnego adresu do rejestracji firmy jest zgodny z obowiązującymi w Polsce przepisami. Urzędy skarbowe nie mogą kwestionować legalności takiego rozwiązania, co potwierdza wyrok Naczelnego Sądu Administracyjnego z 2014 roku.